# Achaearanea extumida
Espèce
Achaearanea extumida est une espèce d'araignées aranéomorphes de la famille des Theridiidae.

## Distribution
Cette espèce est endémique du Anhui en Chine,.

## Publication originale
- Xing, Gao & Zhu, 1994 : Two new species of the family Theridiidae from China (Araneae: Theridiidae). Acta Zootaxonomica Sinica, vol. 19, no 2, p. 164-167.